# بیتینی

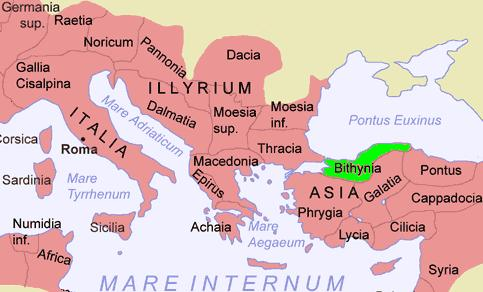
جایگاه بیتینی در امپراتوری روم

بیتینی (به یونانی: Βιθυνία؛ فرانسوی:Bithynie) نام منطقه‌ای باستانی در شمال باختری آناتولی (ترکیه کنونی) و در همسایگی دریای مرمره، تنگه بسفر تراکیه و دریای سیاه بوده است.
بیتینیا یک پادشاهی مستقل از قرن چهارم قبل از میلاد بود. پایتخت آن نیکومدیا در محل باستانی آستاکوس در ۲۶۴ قبل از میلاد توسط نیکومدس اول بیتینیا بازسازی شد. بیتینیا در سال ۷۴ قبل از میلاد به جمهوری روم واگذار شد و با منطقه پونتوس به عنوان استان بیتینی و پنتوس متحد شد. در قرن هفتم به Opsikion ملحق و با بیزانس ادغام شد.
این منطقه در قرن سیزدهم به منطقه مرزی امپراتوری سلجوقی تبدیل شد و در نهایت توسط ترک‌های عثمانی بین سال‌های ۱۳۲۵ و ۱۳۳۳ فتح شد.
از شهرهای باستانی سرشناس بیتینی می‌توان از خالکیدون، نیکومدیا، کیوس، آپامیا مورلیا و نیقیه نام‌برد. همچنین کسانی چون ابرخس، تئودوسیوس، آنتینوس، دیون کاسیوس و آریان از بیتینی بوده‌اند. برپایهٔ گزارش تاریخنگارانی چون هرودوت، گزنوفون و استرابون مردمان بیتینی از تبار تراکیان بوده‌اند.
در سال ۱۸۴ پیش از میلاد هانیبال سردار بزرگ کارتاژی و یکی از بزرگ‌ترین سرداران جنگی تاریخ که چیزی نمانده بود در جنگ دوم پونیک امپراتوری روم را یکسره براندازد ولی به دلیل عدم پشتیبانی سنای کارتاژ موفق نشد، در بیتینیا در نهانگاه خویش که به محاصره رومیان درآمده بود، زهری را که همراه داشت سرکشید و در سن ۶۸سالگی درگذشت.